# Milano-Vignola 1983
La Milano-Vignola 1983, trentunesima edizione della corsa denominata anche Gran Prix Vignola, si svolse il 13 agosto 1983 per un percorso totale di 205 km, con partenza ed arrivo a Vignola. La vittoria fu appannaggio dell'italiano Francesco Moser, il quale completò la gara in 5h13'00" alla media di 39,392 km/h, precedendo il belga Alfons De Wolf ed il connazionale Bruno Leali.

## Ordine d'arrivo (Top 10)
| Pos. | Corridore        | Squadra      | Tempo    |
| ---- | ---------------- | ------------ | -------- |
| 1    | Francesco Moser  | Gis Gelati   | 5h13'00" |
| 2    | Alfons De Wolf   | Bianchi      | s.t.     |
| 3    | Bruno Leali      | Inoxpran     | s.t.     |
| 4    | Davide Cassani   | Termolan     | s.t.     |
| 5    | Roberto Ceruti   | Del Tongo    | s.t.     |
| 6    | Alfredo Chinetti | Inoxpran     | s.t.     |
| 7    | Gabriele Landoni | Vivì-Benotto | s.t.     |
| 8    | Mario Beccia     | Malvor       | s.t.     |
| 9    | Tommy Prim       | Bianchi      | s.t.     |
| 10   | Michael Wilson   | Alfa Lum     | s.t.     |